# Casa degli Alessandri
La casa degli Alessandri è un edificio di Firenze, situato in via dell'Oriuolo 3, con affaccio anche su Borgo degli Albizi 34r, 36r, 38r e 40r.

## Storia e descrizione
L'edificio, che guarda alla piazza di San Pier Maggiore, presenta al piano terreno una successione di archi risalenti al Trecento o agli inizi del secolo successivo, che originariamente dovevano svilupparsi senza soluzione di continuità anche lungo il fabbricato oggi individuato dal numero civico 4. Attualmente tutti i fornici sono occupati da esercizi commerciali, tanto che l'accesso al fabbricato è da via dell'Oriuolo al n. 3 (lato dal quale Walther Limburger segnala la presenza di un cortile con pilastri con capitelli a foglie d'acqua).
Lo stato immediatamente precedente all'attuale è documentato dall'incisione di Giuseppe Zocchi del 1744 che illustra la chiesa e la piazza di San Pier Maggiore, quando il palazzo già si era caratterizzato per l'intervento seicentesco a ridisegnare i due piani superiori, con i curiosi e complessi timpani curvi che si innestano alle bozze a cuscino che incorniciano le finestre del piano nobile. L'insieme è stato interessato da un intervento di restauro negli anni settanta del Novecento.
Su via dell'Oriuolo si segnalano le tracce dei vari rifacimenti che l'edificio ha subito nel corso del tempo, compresa la soprelevazione tardo ottocentesca. Anche il portone e le finestre al primo piano appaiono alterate da false bugne a raggiera. Le finestre centinate sono quattro per piano oggi manomesse e sostituite con aperture rettangolari, sebbene ancora visibili; in alto una fila di aperture basse del sottotetto e la gronda particolarmente sporgente.

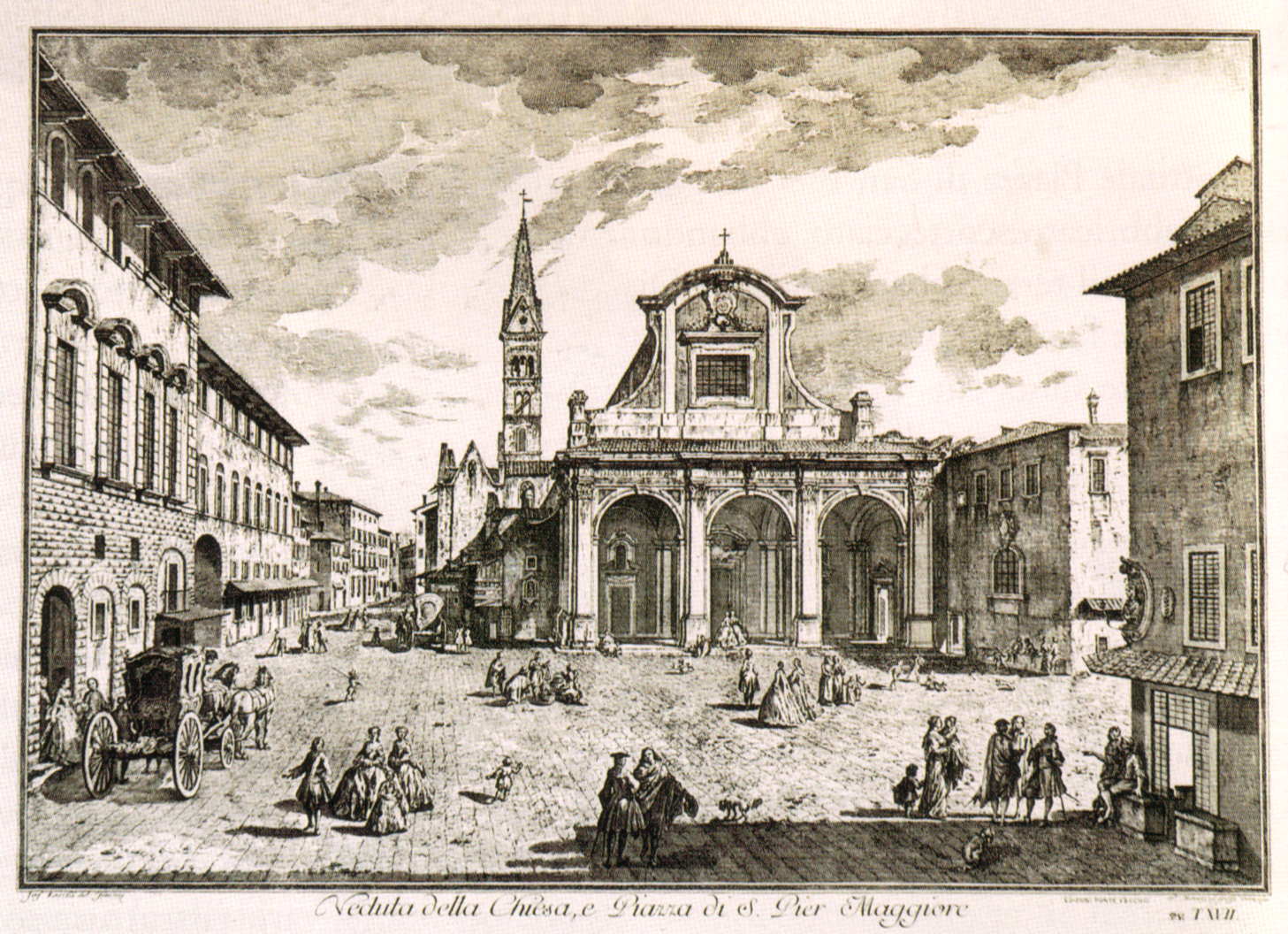
La stampa di Giuseppe Zocchi col palazzo sulla sinistra (Borgo Albizi)

## Bibliografia

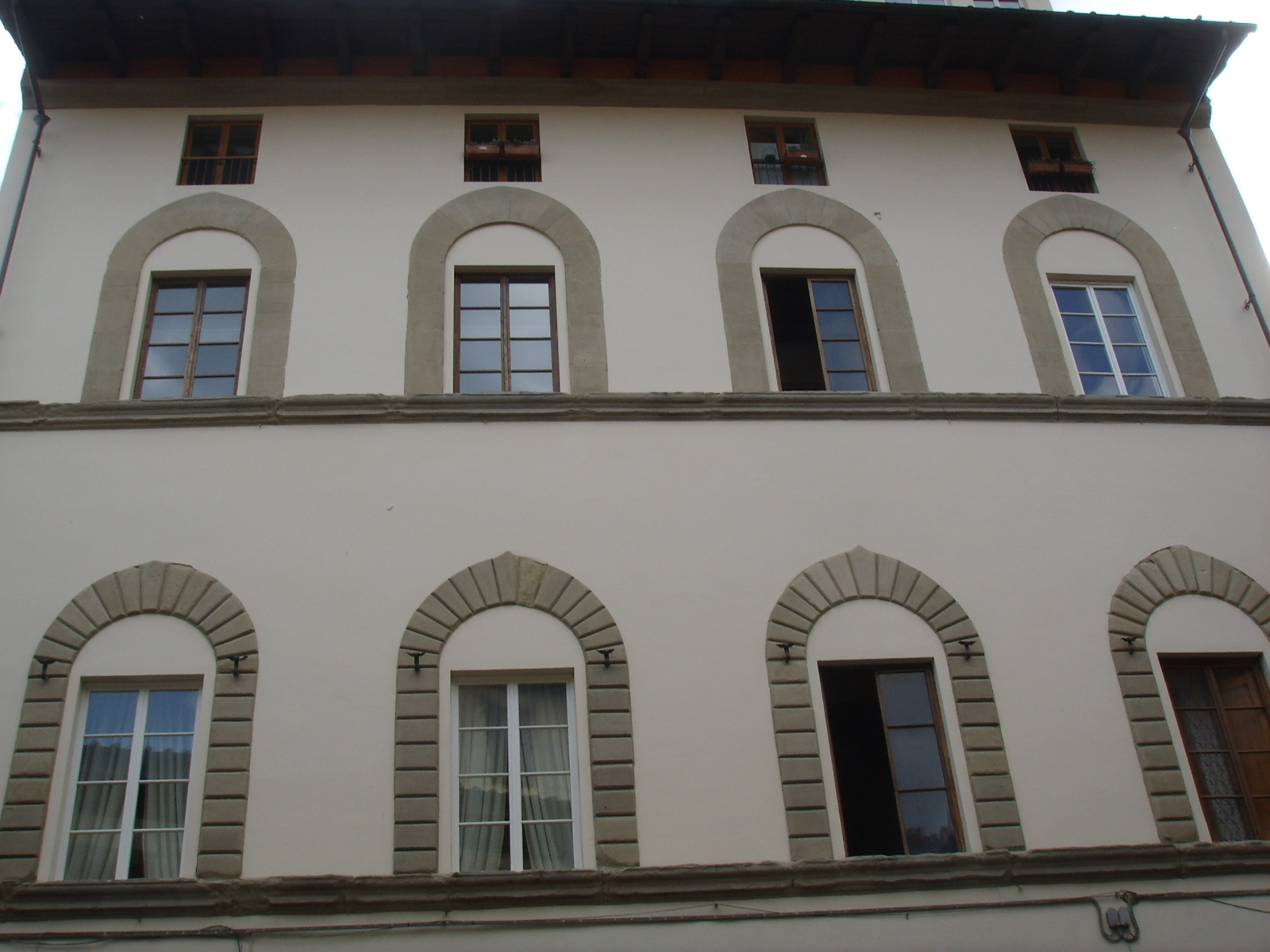
Dettaglio della facciata